# 古賀さゆり
古賀 さゆり（こが　さゆり、1989年4月26日 - ）はアヴィラ（以前はアバンギャルド）に所属している千葉県出身の現役女子高生（あくまで設定）グラビアアイドルである。

## 人物
愛称はさーちゃん、趣味は書道とテニス、好物はアイスクリーム、嫌いな食べ物はシューマイ、特技はバドミントン、なお同じグラドルの水崎綾女とは生年月日と血液型が一緒である。

## 出演番組
- 創造市場（テレビ朝日、2005年6月[1]。この番組で芸能界デビューを果たす）
- 爆笑問題の検索ちゃん（テレビ朝日）
- ライフ☆イズ☆笑〜イ!!
- ポケットタイム
- 星に願いを
- 神の雫
- グラビアの美少女（MONDO21、2005年12月16日）[2]

## 作品

### DVD
- Angel Kiss（2005年、トリコロール）